# Championnat de Belgique et des Pays-Bas féminin de football 2013-2014
Pour un article plus général, voir Championnat de Belgique et des Pays-Bas de football féminin.
Navigation
Saison précédente Saison suivante
Le BeNe Ligue 2013-2014 est la deuxième édition de la compétition. Elle se déroule du 30 août 2013 au 6 juin 2014.

## Format
Un changement par rapport à la saison 2012-2013, ce sera un championnat classique de seize clubs : huit clubs belges et huit clubs néerlandais. Les seize équipes disputeront trente matchs. 
Le club belge et le club néerlandais les mieux classés se qualifient pour la Ligue des champions féminine de l'UEFA de la saison suivante.
Juste avant le début de la saison, Saint-Trond VV déclare forfait. Fin janvier 2014, le FC Utrecht est mis en faillite et ne peut poursuivre la compétition. La BeNe Ligue se déroule donc à 14.

## Équipes engagées

### Belgique
| Club                   | Ville      | Stade                                                  | Entraîneur         |
| ---------------------- | ---------- | ------------------------------------------------------ | ------------------ |
| RSC Anderlecht         | Anderlecht | Complexe Euro 2000, Tubize                             | Filip De Winne     |
| Royal Anvers FC Ladies | Anvers     | Bosuilstadion                                          | Jef Lauwers        |
| Club Bruges KV         | Bruges     | Complexe VV Eendracht Aalter, Aalter                   | Marijke Callebaut  |
| AA Gand Ladies         | Gand       | PGB-Stadion, Oostakker                                 | Dirk Decoen        |
| Lierse SK              | Lierre     | Stade Herman Vanderpoorten                             | Alex Dierckx       |
| Oud-Heverlee Louvain   | Louvain    | Centrum Oud-Heverlee                                   | Marteen Timmermans |
| Standard de Liège      | Liège      | Stade Maurice Dufrasne & Académie Robert Louis-Dreyfus | Patrick Wachel     |

Forfait
| Club           | Ville       | Stade  | Entraîneur |
| -------------- | ----------- | ------ | ---------- |
| Saint-Trond VV | Saint-Trond | Stayen | Fons Moons |

### Pays-Bas
| Club             | Ville      | Stade                  | Entraîneur            |
| ---------------- | ---------- | ---------------------- | --------------------- |
| ADO La Haye      | La Haye    | Kyocera Stadion        | Sarina Wiegman        |
| AFC Ajax         | Amsterdam  | Sportpark De Toekomst  | Ed Engelkes           |
| SC Heerenveen    | Heerenveen | Sportpark Skoatterwâld | Jessica Torny         |
| PEC Zwolle       | Zwolle     | IJsseldelta Stadion    | Sebastiaan Borgardijn |
| PSV/FC Eindhoven | Eindhoven  | Jan Louwers Stadion    | Nebojša Vučković      |
| SC Telstar VVNH  | Velsen     | TATA Steel Stadion     | Toon Beijer           |
| FC Twente        | Enschede   | De Grolsch Veste       | Arjan Veurink         |

Forfait
| Club       | Ville   | Stade                       | Entraîneur       |
| ---------- | ------- | --------------------------- | ---------------- |
| FC Utrecht | Utrecht | Sportpark Maarschalkerweerd | Jurgen Schefczyk |

## Résultats et classements

### Résultats
| Résultats (▼dom., ►ext.)                                   | ADO | Aja | And | Anv | Bru | Gan  | Hee | Lie | OHL | PSV | Sta | Tel | Twe | Zwo |
| ADO La Haye                                                |     | 3-3 | 0-1 | 4-2 | 1-1 | 4-2  | 3-1 | 3-0 | 3-0 | 2-1 | 1-0 | 0-1 | 1-3 | 1-3 |
| AFC Ajax                                                   | 2-1 |     | 5-1 | 2-1 | 7-1 | 4-0  | 3-1 | 1-0 | 1-1 | 2-0 | 0-1 | 1-1 | 0-1 | 7-0 |
| RSC Anderlecht                                             | 1-4 | 1-4 |     | 4-1 | 1-1 | 4-1  | 0-3 | 2-2 | 1-1 | 3-2 | 2-0 | 3-1 | 0-3 | 7-4 |
| Royal Anvers FC Ladies                                     | 0-3 | 1-3 | 0-1 |     | 1-1 | 4-4  | 0-3 | 0-0 | 1-1 | 1-0 | 1-5 | 0-2 | 0-7 | 0-5 |
| Club Bruges KV                                             | 2-0 | 0-0 | 1-1 | 1-1 |     | 2-2  | 0-3 | 1-4 | 1-2 | 1-1 | 2-2 | 0-4 | 0-7 | 1-4 |
| AA Gand Ladies                                             | 0-4 | 1-5 | 1-3 | 1-1 | 1-0 |      | 0-4 | 0-3 | 2-0 | 1-2 | 0-8 | 1-4 | 0-9 | 1-3 |
| SC Heerenveen                                              | 4-1 | 2-2 | 3-0 | 3-0 | 4-0 | 6-1  |     | 6-5 | 4-2 | 3-2 | 2-4 | 1-3 | 1-3 | 3-2 |
| Lierse SK                                                  | 2-3 | 0-2 | 2-0 | 3-1 | 3-2 | 4-0  | 0-2 |     | 0-0 | 2-1 | 1-2 | 0-0 | 1-0 | 1-1 |
| Oud-Heverlee Louvain                                       | 2-0 | 1-4 | 1-1 | 2-1 | 0-0 | 7-1  | 3-1 | 1-1 |     | 2-1 | 2-3 | 0-4 | 1-7 | 3-2 |
| PSV/FC Eindhoven                                           | 1-0 | 1-0 | 2-0 | 4-2 | 3-0 | 3-0  | 2-5 | 4-2 | 2-1 |     | 1-1 | 4-2 | 1-1 | 2-3 |
| Standard de Liège                                          | 6-1 | 2-1 | 2-0 | 7-0 | 5-0 | 13-0 | 3-0 | 5-0 | 6-0 | 2-1 |     | 3-1 | 1-0 | 5-0 |
| SC Telstar                                                 | 1-1 | 0-3 | 1-3 | 2-0 | 1-0 | 6-0  | 5-0 | 5-0 | 2-0 | 2-3 | 1-1 |     | 0-2 | 0-4 |
| FC Twente                                                  | 2-0 | 0-4 | 4-1 | 7-0 | 9-0 | 9-1  | 2-1 | 1-1 | 7-0 | 4-1 | 1-0 | 2-1 |     | 6-2 |
| PEC Zwolle                                                 | 0-7 | 2-2 | 2-3 | 4-0 | 3-1 | 3-1  | 1-1 | 1-2 | 0-1 | 0-3 | 0-5 | 1-3 | 0-4 |     |
| - Victoire à domicile - Match nul - Victoire à l'extérieur |     |     |     |     |     |      |     |     |     |     |     |     |     |     |

### Classement final
| Rang | Équipe                 | Pts | J  | G  | N  | P  | Bp  | Bc  | Diff |
| ---- | ---------------------- | --- | -- | -- | -- | -- | --- | --- | ---- |
| 1    | FC Twente NL           | 65  | 26 | 21 | 2  | 3  | 104 | 20  | +84  |
| 2    | Standard de Liège B    | 63  | 26 | 20 | 3  | 3  | 94  | 20  | +74  |
| 3    | AFC Ajax               | 54  | 26 | 16 | 6  | 4  | 68  | 23  | +45  |
| 4    | SC Heerenveen          | 47  | 26 | 15 | 2  | 9  | 73  | 47  | +26  |
| 5    | SC Telstar VVNH        | 43  | 26 | 13 | 4  | 9  | 53  | 33  | +20  |
| 6    | ADO La Haye            | 39  | 26 | 12 | 3  | 11 | 55  | 39  | +16  |
| 7    | PSV/FC Eindhoven       | 39  | 26 | 12 | 3  | 11 | 48  | 42  | +6   |
| 8    | RSC Anderlecht         | 38  | 26 | 11 | 5  | 10 | 43  | 51  | -8   |
| 9    | Lierse SK              | 34  | 26 | 9  | 7  | 10 | 39  | 44  | -5   |
| 10   | Oud-Heverlee Louvain   | 31  | 26 | 8  | 7  | 11 | 34  | 56  | -22  |
| 11   | PEC Zwolle             | 30  | 26 | 9  | 3  | 14 | 50  | 70  | -20  |
| 12   | Club Bruges KV         | 13  | 26 | 1  | 10 | 15 | 19  | 70  | -51  |
| 13   | AA Gand Ladies         | 9   | 26 | 2  | 3  | 21 | 22  | 115 | -93  |
| 14   | Royal Anvers FC Ladies | 9   | 26 | 1  | 6  | 19 | 17  | 89  | -72  |

| Légende | Légende                                              |
| ------- | ---------------------------------------------------- |
|         | Champion de BeNe Ligue 2013-2014                     |
|         | NL : Premier club néerlandais B : Premier club belge |

### Meilleures buteuses
1. Vivianne Miedema (SC Heerenveen) : 39
2. Ellen Jansen (FC Twente) : 24
3. Pauline Crammer (RSC Anderlecht) : 21
4. Renate Jansen (ADO La Haye) : 20
5. Vanity Lewerissa (Standard de Liège) : 19
6. Aline Zeler (Standard de Liège), Anouk Dekker (FC Twente) : 18
7. Tessa Wullaert	(Standard de Liège), Marianne van Brummelen (PEC Zwolle) : 16
8. Jill Roord (FC Twente): 14
9. Kristien Elsen (Oud-Heverlee Louvain), Desiree van Lunteren (AFC Ajax) : 13
10. Kirsten Koopmans (SC Telstar VVNH) : 12

## Quelques chiffres
- Meilleure attaque : FC Twente 104 buts
- Meilleure défense : FC Twente, Standard de Liège 20 buts
- Moins bonne attaque : Royal Anvers FC Ladies 17 buts
- Moins bonne défense : AA Gand Ladies 115 buts
- Plus grand nombre de victoires : FC Twente 21
- Plus grand nombre de victoires consécutives : Standard de Liège 10
- Plus grand nombre de victoires à domicile : Standard de Liège 13
- Plus grand nombre de victoires à l'extérieur : FC Twente 10
- Plus grand nombre de matchs sans défaites : Standard de Liège 13
- Plus grand nombre de nuls :  Club Bruges KV 10
- Plus grand nombre de défaites : AA Gand Ladies 21
- Plus grand nombre de buts marqués en un match : Standard de Liège-AA Gand Ladies 13 (score final: 13-0)